# Stanisław Szufla
Stanisław Szufla (ur. 26 marca 1943 w Poznaniu, zm. 14 lipca 2020) – polski matematyk, profesor nauk matematycznych. Specjalizował się w analizie matematycznej, równaniach różniczkowych i całkowych. Profesor Wydziału Matematyki i Informatyki Uniwersytetu im. Adama Mickiewicza w Poznaniu.

## Życiorys
Stopień doktorski uzyskał na poznańskim UAM w 1972 na podstawie rozprawy pt.  Równania różniczkowe w przestrzeniach liniowych topologicznych przygotowanej pod kierunkiem prof. Władysława Orlicza. Tytuł naukowy profesora nauk matematycznych otrzymał w 1993. Do czasu przejścia na emeryturę pracował jako profesor zwyczajny i kierownik w Zakładzie Analizy Matematycznej Wydziału Matematyki i Informatyki UAM. Prowadził seminaria m.in. z teorii równań różniczkowych. Był członkiem Polskiego Towarzystwa Matematycznego. W 1980 otrzymał nagrodę im. Tadeusza Ważewskiego.
Publikował w takich czasopismach jak m.in. "Nonlinear Analysis: Theory, Methods & Applications" oraz "Studia Mathematica".